# Andrea Wildner
Andrea (-Maria) Wildner (* 1953 in Graz) ist eine österreichische Schauspielerin.

## Leben

### Ausbildung und Theater
Andrea Wildner absolvierte von 1971 bis 1973 eine Schauspielausbildung an der Hochschule für Musik und Darstellende Kunst Graz.
Ihr erstes Engagement hatte sie als Anfängerin in der Spielzeit 1973/74 am Westfälischen Landestheater in Castrop-Rauxel.
Ab der Spielzeit 1974/75 war sie bis zum Ende der Spielzeit 1981/82 festes Ensemblemitglied am Bayerischen Staatsschauspiel. Wildner spielte dort ein breites Repertoire von Hauptrollen, von der Klassik über die Autoren der Jahrhundertwende, der Moderne und des Gegenwartstheaters (Simon Gray), wobei sie in Theaterstücken mit österreichischem Ambiente und österreichischer Mundart eingesetzt wurde. Sie übernahm Rollen u. a. in Stücken von Johann Nestroy, Ferdinand Raimund, Witold Gombrowicz (Titelrolle in Yvonne, Prinzessin von Burgund, Regie: Ingmar Bergman) und Arthur Schnitzler.
In der Spielzeit 1976/77 spielte sie die Rosie in dem Musical Sweet Charity. In Liebelei (Premiere: Februar 1978) waren Fritz Strassner und Jacques Breuer ihre Partner, in Egmont (Premiere: Oktober 1980) der später hauptsächlich für das Fernsehen arbeitende Robert Atzorn. Außerdem verkörperte sie im März 1981 in der „Deutschen Erstaufführung“ von Amadeus die Rolle der Constanze Mozart.
In der Spielzeit 1975/76 gastierte sie am Schauspielhaus Zürich als Anni in Schnitzlers Schauspiel Anatol; Regie bei dieser Inszenierung führte Michael Kehlmann.
Seit 1983 arbeitet Wildner als freie Schauspielerin. 1987 gastierte sie erstmals am Münchner Volkstheater; sie spielte die Elisabeth in Ödön von Horváths Schauspiel Glaube Liebe Hoffnung. Im Februar 1988 wirkte sie am Theater rechts der Isar in einer Brecht-Matinée mit Liedern und Gedichten zum 90. Geburtstag von Bertolt Brecht mit. 1988 trat sie beim Weilheimer Theatersommer als Molly in Frank Wedekinds Schauspiel Der Marquis von Keith auf. 1989 spielte sie beim Weilheimer Theatersommer die Eve in Der zerbrochne Krug. Regie führte jeweils Rudolf Noelte. 1991 kehrte Wildner als Gast an das Münchner Residenztheater zurück; sie übernahm das Kammermädchen Rosa in der Posse Der Verschwender. 1999 trat sie erneut am Münchner Volkstheater auf, als Nanni in Der verkaufte Großvater (Regie: Franz Xaver Kroetz). 2001 spielte sie am Münchner Volkstheater die Rolle der Frau Prantl in Glaube Liebe Hoffnung in einer Inszenierung von Wolfgang Maria Bauer. 2005 trat sie bei den Volksschauspielen Tirol in Telfs auf. Sie spielte dort Emma Lemon, das weibliche Oberhaupt einer Fischerfamilie, in der Komödie Die Makrele von Israel Horovitz; Regie führte Ruth Drexel.
Vereinzelt arbeitete Wildner für das Theater auch als Regisseurin. 1994 inszenierte sie am Zinner Studio in München Kleists Tragikomödie Amphitryon. 1997 führte sie in München bei einer freien Theater-Produktion von Shakespeares Heinrich IV. Regie.

### Fernseh- und Hörspielproduktionen
Wildner arbeitet neben ihrer Bühnentätigkeit auch für Film und Fernsehen. Der Schwerpunkt ihrer Tätigkeit waren Fernsehserien. Als Wildners ersten Filmauftritt führt die Filmdatenbank IMDb eine Folge aus der Krimiserie Der Kommissar. Seit 1982 übernahm Wildner dann regelmäßig zahlreiche Fernsehrollen. 1983 spielte sie die Titelrolle des Fernsehfilms Magdalena, einer Fernsehverfilmung des gleichnamigen Volksstücks Magdalena von Ludwig Thoma. In dem Fernsehspiel Brautbrief, einer Produktion des Bayerischen Rundfunks, verkörperte sie, an der Seite von Christian Wolff, die junge Martha Bernays, die Verlobte und spätere Ehefrau von Sigmund Freud; gemeinsam mit Wolff las Wildner aus den Brautbriefen von Freud und Bernays.
1994/1995 hatte sie eine durchgehende Serienrolle als Lehrerin Ines Rohrdorfer in der RTL-Fernsehserie Unsere Schule ist die Beste. Bekannt wurde Wildner ab 1994 durch ihre durchgehende Serienrolle als Sekretärin „Zwieberl“ in der Fernsehserie Peter und Paul, an der Seite von Hans Clarin und Helmut Fischer.
Im Fernsehen erreichte sie weitere Bekanntheit durch die ARD-Fernsehserie Um Himmels Willen. Sie verkörpert darin seit 2002 durchgehend die Rolle der Marianne Laban, der Sekretärin des Bürgermeisters Wöller, gespielt von Fritz Wepper, die sich im Verlauf der Serie als Gemeinderätin der Opposition etabliert.
2007 spielte sie, an der Seite von Miroslav Nemec, die vornehme Frau von Helmstedt in dem Münchner Tatort: Der Traum von der Au. 2010 hatte sie eine Gastrolle in der ZDF-Krimiserie Die Rosenheim-Cops; sie spielte Angela Habach, die Ehefrau eines Investors für den Bau eines Golfhotels. In der österreichischen Fernsehserie Eine Couch für alle hatte Wildner 2010 eine durchgehende Serienrolle; sie spielte Jacqueline Leidowitz, die Ex-Ehefrau eines verschrobenen Psychiaters. Im Dezember 2010 war Wildner in einer Folge der ZDF-Reihe Weißblaue Geschichten zu sehen; sie spielte Eva Siegl, die Frau des Bürgermeisters, die ihren Ehemann bei einem Seitensprung erwischen möchte.
1986 übernahm Wildner in einer Hörspielfassung von Schnitzlers Schauspiel Das weite Land, einer Ko-Produktion des Österreichischen Rundfunk, des Westdeutschen Rundfunks und des SFB die Rolle der Erna Wahl. 1989 übernahm sie beim Bayerischen Rundfunk die Rolle der Polly in einer Hörspielfassung des Kriminalstücks Heiraten ist immer ein Risiko von Saul O’Hara. 1993 war sie in der Hörspielreihe Die Abenteuer des jungen Indiana Jones in der Folge Im Auftrag seiner Majestät (Folge 08) in der Rolle der Kaiserin Zita zu hören; die Aufnahme wurde bei dem Label Karussell als Hörspiel-Kassette veröffentlicht.

### Künstlerisches und Privates
Neben ihrer Tätigkeit als Schauspielerin ist Wildner auch als Künstlerin und Malerin tätig. Sie nahm Zeichenunterricht und studierte privat bei verschiedenen Kunstprofessoren. Zwei Jahre gehörte sie zu den Schülerinnen von Markus Lüpertz. Wildner verwendet verschiedene Maltechniken wie Acryl, Kohle, Pastellmalerei, Ölmalerei und Papierzeichnungen. Sie unterhält ein eigenes Atelier in der Ainmillerstraße in München-Schwabing.
Wildner lebt in München.

## Rollen am Bayerischen Staatsschauspiel (Auswahl)
(Anmerkung:)

### Residenztheater
- 1974/75: Anatol (von Arthur Schnitzler), Rolle: Annie, Regie: Kurt Meisel
- 1975/76: Liliom (von Ferenc Molnár), Rolle: Marie, Inszenierung: Kurt Meisel
- 1976/77: Lumpazivagabundus (von Johann Nestroy), Rolle: Peppi, Bearbeitung/Regie: Karl Paryla
- 1976/77: Tabula rasa (von Carl Sternheim), Rolle: Nettel Flocke, Regie: Wolfgang Spier
- 1976/77: Sweet Charity (von Cy Coleman), Rolle: Rosie, Regie: Helmut Baumann
- 1977/78: Liebelei (von Arthur Schnitzler), Rolle: Christine, Regie: Kurt Meisel
- 1978/79: Der Bauer als Millionär (von Ferdinand Raimund), Rolle: Die Jugend, Regie: Kurt Meisel
- 1979/80: Kleinbürger (von Maxim Gorki), Rolle: Poloja, Regie: Rolf Stahl
- 1979/80: Yvonne, Prinzessin von Burgund (von Witold Gombrowicz), Rolle: Yvonne, Regie: Ingmar Bergman
- 1980/81: Egmont (von Johann Wolfgang von Goethe), Rolle: Klärchen, Regie: Michael Haneke
- 1980/81: Amadeus (von Peter Shaffer), Rolle: Constanze Mozart, Regie: Kurt Meisel
- 1980/81: Der Talisman (von Johann Nestroy), Rolle: Salome Pockerl, Regie: Ruth Drexel
- 1981/82: Der Schwierige (von Hugo von Hofmannsthal), Rolle: Agathe, Regie: Hans Gratzer

### Cuvilliés-Theater
- 1975/76: Der Besuch der alten Dame (von Friedrich Dürrenmatt), Rolle: Ills Tochter, Regie: Ernst Schröder
- 1975/76: Die Späße des Scapin (von Molière), Rolle: Hyacinthe, Regie: David Esrig
- 1977/78: Herr Perrichon auf Reisen (nach Eugène Labiche), Rolle: Henriette, Regie: Heinz von Cramer
- 1978/79: Klettermaus und die anderen Tiere (von Thorbjörn Egner), Rolle: Klettermaus, Regie: Heino Hallhuber
- 1981/82: Reigen (von Arthur Schnitzler), Rolle: Das süße Mädel, Regie: Kurt Meisel
- 1981/82: Ende des Spiels (von Simon Gray), Rolle: Marianne, Regie: Martin Benrath

### Theater im Marstall
- 1978/79: Das Streichquartett (von Dieter Hildebrandt/Szöke Sakall), Rolle: Else, Regie: Hans Jürgen Diedrich

## Filmografie (Auswahl)
- 1975: Der Kommissar – Die Kusine
- 1979: Das verbotene Spiel
- 1983: Magdalena (Fernsehfilm)
- 1984: Brautbriefe (Fernsehspiel)
- 1989–1992: Die Hausmeisterin
- 1992: Die Donauprinzessin
- 1993–1995: Als die Tiere den Wald verließen (Fernsehserie)
- 1994: Eine Dicke mit Taille (Fernsehfilm)
- 1994–1995: Unsere Schule ist die Beste (Fernsehserie)
- 1994–1998: Peter und Paul
- 1995: Mutproben
- 1996: Hund und Katz
- 1999: Café Meineid
- 2000: Nicht mit uns (Fernsehfilm)
- 2002–2021: Um Himmels Willen (als Marianne Laban)
- 2004: Ein Wunder, bitte!
- 2005: Ein Luftikus zum Verlieben
- 2005: Emilia – Die zweite Chance
- 2005: Emilia – Familienbande
- 2007: Tatort: Der Traum von der Au
- 2008: Um Himmels Willen – Weihnachten in Kaltenthal
- 2010: Lüg weiter, Liebling
- 2010: Die Posthalter-Christl
- 2010: Die Rosenheim-Cops – Tod auf dem Golfplatz
- 2010: Eine Couch für alle
- 2010: Weißblaue Geschichten – Ein Date mit Folgen
- 2010: Um Himmels Willen – Weihnachten unter Palmen
- 2012: Um Himmels Willen – Mission unmöglich
- 2014: Um Himmels Willen – Das Wunder von Fatima
- 2017: SOKO München – Der Querulant
- 2019: Die Rosenheim-Cops – Eine verhängnisvolle Spende